# Kozmice, Benešov
Kozmice là một làng thuộc huyện Benešov, vùng Středočeský, Cộng hòa Séc.